# Valla (Dhaalu)
Pour les articles homonymes, voir Valla.
Valla est une petite île inhabitée des Maldives. 

## Géographie
Valla est située dans le centre des Maldives, au Sud de l'atoll Nilandhe Sud, dans la subdivision de Dhaalu. 